# براكستون سوتر
براكستون سوتر (بالإنجليزية: Pepper Parks)‏ هو مصارع محترف أمريكي، ولد في 2 يونيو 1980 في بوفالو في الولايات المتحدة.

## وصلات خارجية
- براكستون سوتر على موقع WrestlingData.com (الإنجليزية)
- براكستون سوتر على موقع CageMatch worker (الإنجليزية)
- براكستون سوتر على موقع قاعدة بيانات المصارعة على الإنترنت (الإنجليزية)
- براكستون سوتر على موقع عالم المصارعة على الإنترنت (الإنجليزية)

- براكستون سوتر على موقع IMDb (الإنجليزية)
- براكستون سوتر على موقع قاعدة بيانات الفيلم (الإنجليزية)